# Sally in Our Alley (film 1916 Vale)
Sally in Our Alley è un film muto del 1916 diretto da Travers Vale. È uno dei numerosi adattamenti cinematografici della commedia musicale omonima, popolare successo di Broadway del 1902 che aveva come protagonista Marie Cahill.

## Trama
Sally McGill è una ragazza che vive a Pigtail Alley, in un povero quartiere cittadino. Così, quando la signora Rockwell, una ricca benefattrice, la invita a passare il periodo estivo nella propria residenza di campagna, Sally accetta con gioia e gratitudine. Lì, però, suscita la gelosia di Isabel, la nipote della ricca matrona, che vede con dispetto nascere una simpatia tra la ragazza dei bassifondi e Paul Taylor, il giovane di cui lei è innamorata. Isabel riesce a convincere la zia a rimandare Sally a Pigtail Alley, convinta che la separazione tra Paul e Sally farà tornare da lei l'innamorato. Paul, invece, segue Sally in città. Lì, le propone di diventare sua moglie ma Sally rifiuta di sposarlo, adducendo il motivo che le loro condizioni sociali sono troppo diverse. Davanti all'insistenza di Paul e alla sua corte serrata, Sally alla fine si arrenderà, accettando di diventare sua moglie.

## Produzione
Il film fu prodotto dalla Peerless Productions sotto la supervisione di William A. Brady con il titolo di lavorazione Molly o' Pigtail Alley.

## Distribuzione
Il copyright del film, richiesto dalla World Film Corp., fu registrato il 24 luglio 1916 con il numero LU8777.
Distribuito dalla World Film e presentato da William A. Brady, il film uscì nelle sale cinematografiche statunitensi il 17 luglio 1916.
Non si conoscono copie ancora esistenti della pellicola che viene considerata presumibilmente perduta.